# Enghien
Enghien (in neerlandese Edingen, in vallone Inguî) è una città belga di circa 13 000 abitanti, nella provincia vallona dell'Hainaut. Fa parte dei comuni a facilitazione linguistica.

## Storia
Il centro fu fondato dall'omonima famiglia (un ramo della quale passò in Italia dando al Regno di Napoli una Regina, Maria d'Enghien) per poi entrare nei domini di un ramo dell'antica Casata di Lussemburgo, quindi passare ai Borboni con Maria di Lussemburgo-Saint-Pol che sposò nel 1487 Francesco di Borbone-Vendome (1470-1495). Questi furono i bisnonni di Enrico IV di Francia che vendette il feudo al Casato di Arenberg nel 1606 per evitare di avere dei beni nei territori asburgici a lui nemici. 
La famiglia degli Arenberg mantenne la proprietà del castello e del parco fino al XX secolo (nonostante una distruzione di parte di essi a fine Settecento durante l'occupazione francese, seguita alla Rivoluzione), e comunque la cittadina rimane sede della fondazione legata alla stessa famiglia che vi ha aperto un interessante museo con opere d'arte (quadri, sculture, arazzi, gioielli, libri antichi, ecc.) e l'archivio storico (nell'ex convento dei cappuccini, fondato dagli stessi Arenberg). L'ultimo Arenberg a possedere il castello fu il duca Engelberto Maria d'Arenberg.
Un ramo della Casa Reale francese (i Borbone-Condé) per voler mantenere il titolo di duca di Enghien dette il nome di Enghien prima a Nogent-le-Rotrou (che ebbe il nome di "Enghien-le-Français" tra 1566 e 1624), poi a Montmorency ("Enghien" o "Enghien-Montmorency" tra 1689 e 1832) e poi fondò il nuovo centro di Enghien-les-Bains, vicino a Parigi, con cui la città belga ha un gemellaggio dal 1957.

## Monumenti e luoghi d'interesse
- Église Saint-Nicolas. La chiesa di San Nicola è un edificio gotico che sorge sulla centrale Grand Place. Conserva vetrate moderne di Max Ingrand, (1964).
- Parc d'Enghien. Il Parco, detto anche Complesso di Arenberg, è una tenuta di 182 ettari creata fra il 1630 e il 1665 dalla famiglia d'Arenberg. Spazio verde eccezionale disseminato di giardini, laghetti ed edifici che coprono più di 400 anni di storia. Acquistato dal Comune nel 1986, oggi è accessibile al pubblico.

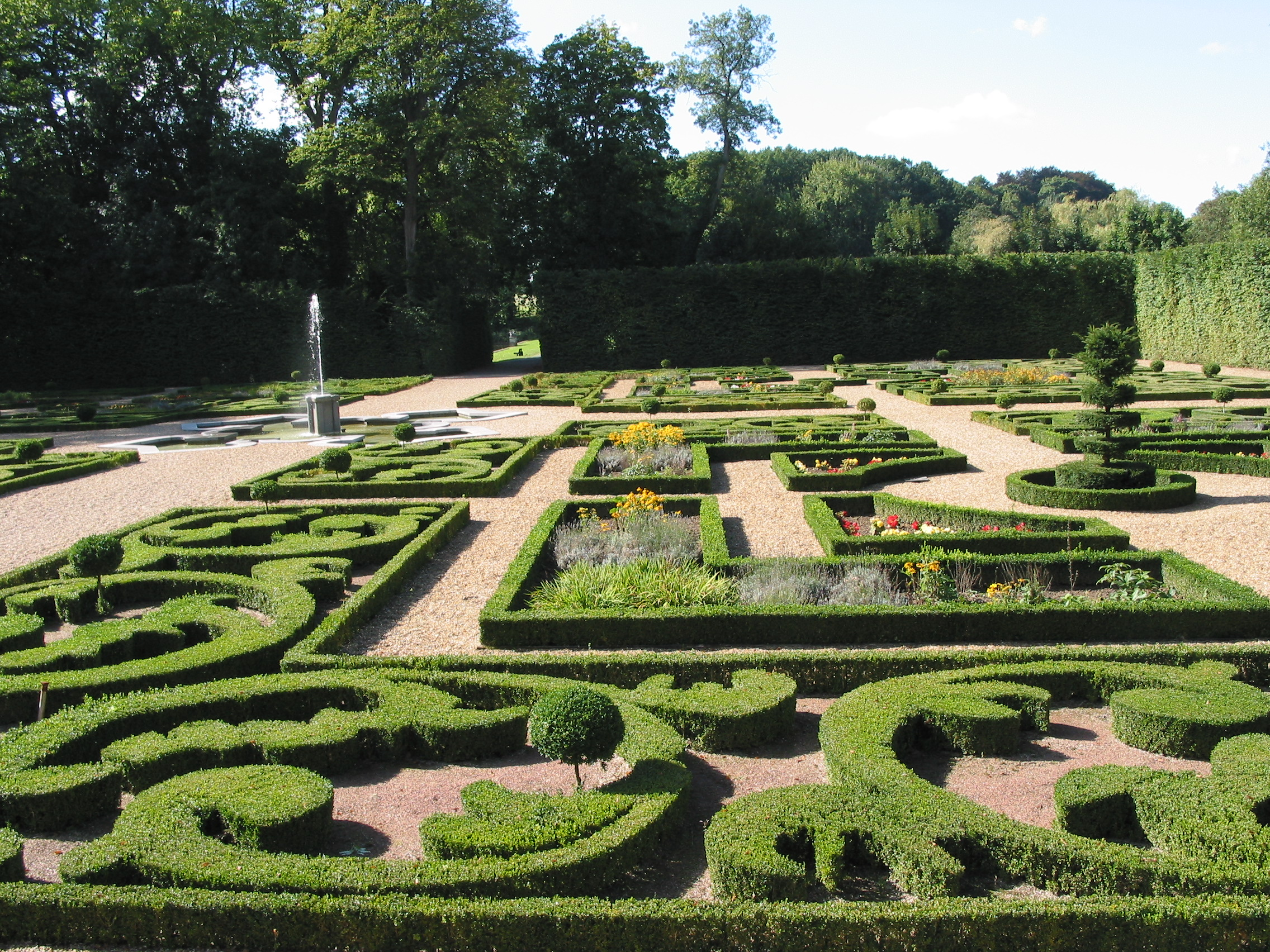
I giardini alla francese del Parco
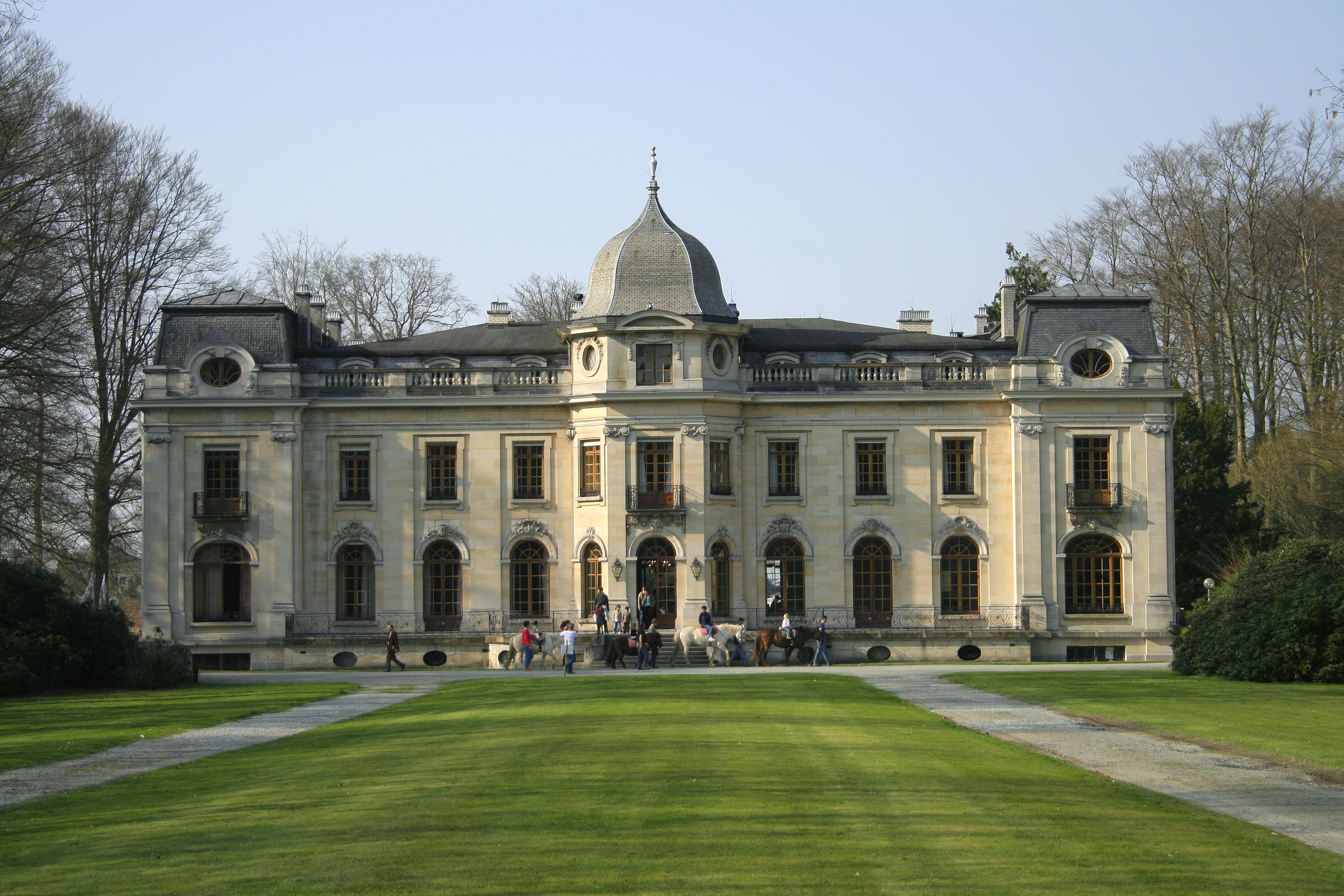
Il Castello di Empain, nel Parco
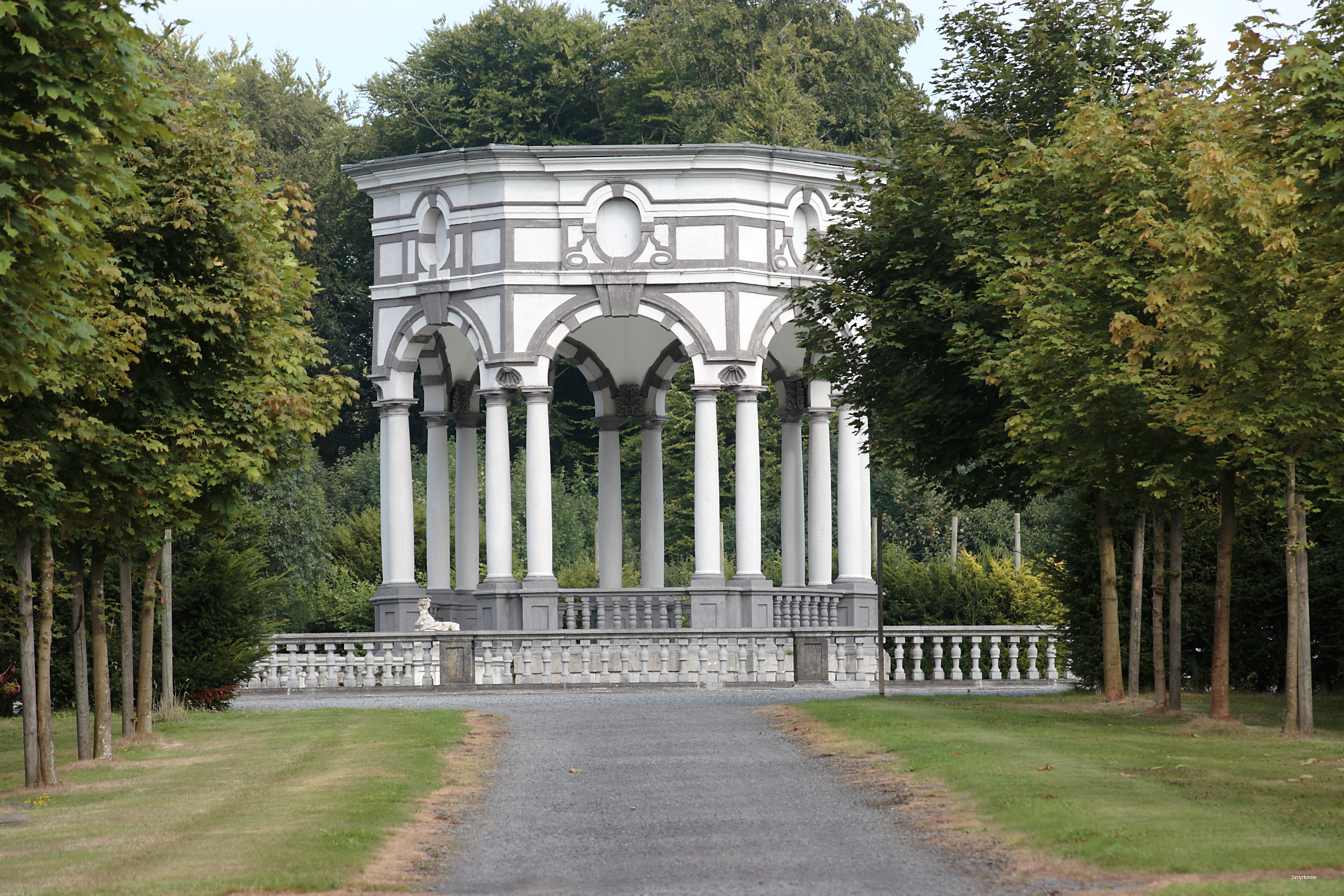
Il Padiglione delle Sette Stelle, nel Parco.